# Матяш Корвин
Матяш Корвин, Матиаш Корвин или Матиаш Хуняди (на унгарски: Hunyadi Mátyás; на чешки: Matyáš Korvín; на немски: Matthias Corvinus) е крал на Унгария и Хърватия, антикрал на Бохемия и претендент за Австрийското ерцхерцогство.
При крал Матиаш средновековното Унгарско кралство достига върха на могъществото си. Проведени са многобройни реформи, вследствие на които то се стабилизира. Матаиш се прочува като „добрия крал“.

## Произход и възцаряване
Матиаш Корвин е унгарски благородник от Трансилвания, произхождащ от народността секеи, принадлежи към рода Хуняди. Прозвището му означава „гарван“ и идва от изображението на турул (митологична гигантска граблива птица, подобна на сокол) на фамилния за рода Хуняди герб на Трансилвания.
Матиаш получава много високо и с хуманистична насоченост образование, благодарение на възпитателите си Янош Витяз и Григорий Сяноцки (познат и като Гжегож от Санок, негов официално назначени учител). Редица други видни учени редовно посещават дома на Хуняди и посвещават в познанията си младия Матиаш, който освен това чете много (наблягайки на книгите по военно дело). Той има дарба за изучаване на езици и с времето става полиглот – говори на толкова много езици, че за него казват, че знае почти всички, говорени в Европа. Впоследствие това повлиява на културната му политика и става основа на въвеждането на Унгария в тенденциите на Ренесанса.
Той е по-малкият син на Янош Хуняди изключителен командир, който ръководи борбата срещу настъпващите османски орди на Балканския полуостров (първоначално заедно с полско-литовския крал Владислав Варненчик). Близо до Белград през 1456 г. Янош Хуняди спира настъплението на турците, но скоро умира от чума. Подбуден от страх, че победите на бащата ще станат причина на власт в Унгария да дойдат синовете му и в резултат на убийството на неговия приближен Улрих от Цили (известен и като Улрих Целски – потомък на рода фон Цили), граф на Словения, крал Ласло V предприема преследвания спрямо братята Хуняди. Той нарежда убийството на по-възрастния от тях – Ласло Хуняди, а 14-годишният Матяш Хуняди е хвърлен в затвора – първо в Буда, после във Виена, а след това в Прага. В плен младежът остава до февруари 1458 г. – тогава майка му Ержебет, дъщеря на Михаил Силади, бан на Мачва, заплаща откуп за него в размер на 60 000 златни флорина на Иржи Подебради, крал на Чехия, и трайно отстъпва на попечителя на Ласло Фридрих III Хабсбург, император на Свещената Римска империя, короната на свети Ищван (наричана и Корона на свети Стефан – принадлежала според легендата на първия унгарски крал от династията Арпади; впоследствие тя е върната на Матиаш, но срещу богат откуп и с уговорката да остане в рода му, ако има законен наследник, но ако няма – и короната, и Кралство Унгария да преминат под австрийски контрол). В хода на репресиите (на 23 ноември 1457) Ласло V умира в Прага, където се оттегля заради избухналите бунтове на национално ориентираното средно благородничество, които едва не преминават в гражданска война, избегната с постигнатия от бунтовниците, със съдействието на папа Каликст III, избор за следващ крал на Матиаш, станал известен като Корвин (отначало съвместно с поставения за негов регент и негов чичо Михаил, известен като Михай Силади). Матиаш още отначало се стреми да управлява самостоятелно и общо взето успява. Често свиква събрания на благородниците и знатните граждани, чиито решения той утвърждава лично. Силади бързо губи влиянието си в резултат на интригите на Янош Витяз, който скоро става най-влиятелният царедворец и остава такъв почти до смъртта си, когато е заподозрян в заговор срещу краля и хвърлен в затвора. Изпратен на война срещу османците, Михаил Силади умира по време похода. Младият крал става единствен господар на Унгария.

## Управление

### Война с Австрия (1479 – 1485)
Император III Фридрих Хабсбург, чието владение е Австрия и който се старае да я уедри и окончателно обособи като отделно и самостоятелно владение на своя род, е неособено способен военачалник, но мъдър дипломат, избягващ конфликтите със съседните държави, а най-вече с наближаващата вече границите му Османска империя. Същевременно политиката, която води, настройва срещу него останалите по-войнолюбиви и успешни, а най-вече – както е преди всичко с Матиаш – тези владетели, които се чувстват най-застрашени, и то едновременно и от двете империи. Противопоставянето им, започнало още със събитията около пленничеството у Ласло и Подебради и продължило и след „осиновяването“ на Матиаш от Фридрих, постепенно се задълбочава. През 1472 г. Матиаш подкрепя въстанието на австрийските благородници срещу императора. Впоследствие конфликтът им избухва с нова сила, когато императорът не изпълнява договора си с Матиаш от 1477 г., изплащайки му само половината от уговорено с него обезщетение. Матиаш сключва договор с Швейцарската конфедерация на 26 март 1479 година, възпрепятствайки набирането на швейцарски наемници от императора. Той също така сключва съюз с архиепископа на Залцбург Бернхард II, който му позволява да завладее крепостите на архиепископията в Каринтия, Карниола и Щирия. По-късно унгарският крал напада и самата австрийска основна столица. „Черната армия“ обсажда Виена през януари 1485 г. Обсадата продължава пет месеца до триумфалното влизане на Матиаш, начело на 8000 войници ветерани във Виена на 1 юни. Кралят скоро премества кралския двор в новозавоювания град. Австрия се оказва застрашена от пълно превземане и Корвин дори се домогва до титлата ерцхерцог, но умира преди да успее.

### Матиаш срещу турците
Първоначално Матиаш е затруден да започне политика на съпротива срещу османците, в резултат на несъгласията си с императора и на болярски заговори. Забавянето на планирания от него поход в Босна способства за гибелта на владетеля ѝ Стефан Томашевич през 1463 г. и завземането на Босна от османците, но впоследствие тя е отчасти отвоювана от Корвин, а Стефан Вукчич Косача – владетел на херцогството на свети Сава, чиито владения са и настоящите земи на Херцеговина, както и тези на така наречената Стара Херцеговина – става унгарски васал. Победи са постигнати и във временно напълно превзетата от османците Сърбия. Матиаш обединява командването на всички крепости по Дунав на запад от Белград в ръцете на Кинизи, за да подобри отбраната на южната граница.
Матиаш е противник на турските васали и влашки воеводи Раду III и Басараб III Стария, които дълго воюват помежду си за короната. След като е държал с години в плен техния главен враг Влад Цепеш (Дракула), той го подпомага да се върне на власт и да се противопостави на новия напредък на османците. Дракула загива във войната и след още едно краткотрайно възшествие на Бесараб Стари, на власт във Влашко идва Басараб IV Цепелуш, който се съюзява с турците и те съвместно нападат Трансилвания. Сасварош е подпален от тях в края на 1479 година. Ищван Батори и Павел Кинизи ги разбиват в битката при Хлебно поле на 13 октомври същата година.
В края на 1481 година унгарските спомагателни войски подкрепят тъста на Матиаш  Фердинандо I Неаполски (известен и като Фернандо или Феранте Неаполитански) да завземе отново Отранто, който е превзет от османците предходната година.
Сблъсъците, до които се стига с Османската империя, е трябвало да бъдат само прелюдия към замисления от Матиаш и папа Пий II кръстоносен поход, но смъртта на папата и реалностите на средноевропейската политика принуждават Корвин да се откаже от задълбочаване на конфликта си с турците. Отначало надяващ се около него да се обединят останалите местни владетели и да се включат в борбата му, постепенно той си дава сметка, че те не се интересуват от него като от лидер, а се стремят към превръщането му в свой васал и към завземането на териториите му (още повече че династията на Хунядите е нова и не така знатна, като Ягелоните и Хабсбургите, а начинът на идването на Корвин на власт и характерът на управлението му дават основание на противниците му да оспорват легитимността му и са предпоставка за непрестанни несъгласия, въстания и заговори, породени както от иновативността и рисковаността на замислите на краля, така и от тежките извънредни данъци и обстановката на постоянно военно напрежение, с която били свързани). Същевременно разбира, че само относително голяма по територия и стабилна военно и политически държава, каквато вече е Османската империя, би могла да бъде неин трайно победоносен противник. В резултат Матиаш практически се отказва да воюва активно с османците (придържайки се към тактика на спорадични сражения и подкрепа за враговете им), докато не надделее достатъчно над другите си съперници и над съществуващата в самата Унгария силна опозиция спрямо начинанията и решенията му, което всъщност обхваща целия му живот. Османската империя също ограничава настъплението си срещу унгарските земи, което може би се дължи на споразумение със султан Мехмед II.

### Отношения с Чехия
Първоначално между Унгария и Чехия е установен мир, скрепен с брака на Матиаш с дъщерята на Иржи Подебради Катерина през 1463 г. На следващата година тя умира, а малко след това и тяхното бебе (според друга версия те са женени около 3 години; сигурно е, че младата кралица умира на около 14 – 15 години).
Въпреки приятелските отношения между Корвин и Подебради, те клонят на две различни страни в разразилата се в Австрия гражданска война между Фридрих III и неговия брат Албрехт VI – чешкият крал търси съюз с императора, а кралят на Унгария, който е в обтегнати отношения с него подкрепя противника му. Обаче по-късно, когато в Чехия избухва бунт на католиците срещу управлението на хуситите, ситуацията се обръща – Викторин от Подебради, брат на Иржи, напада Австрия като ответна мярка срещу подкрепата, която императорът оказва на въстаниците, а Матиаш се включва във войната на страната на австрийците (след като Фридрих му намеква, че ще го подпомогне в кандидатурата му за римски крал), прогонва чехите от страната и сам нахлува с войските си в Моравия и Силезия. При обсадата на град Тршебич през 1468 г. унгарският крал е ранен, а на следващата година е за кратко пленен при разузнавателна акция в град Хрудим. Скоро войната се затяга и Матиаш, който се е обединил с хората на Зденек от Щернберк, е обкръжен от кралската армия и сключва с Иржи примирие. Конфликтът между тях отново се разгаря, когато условията на папата за окончателен мир не са приети от водача на хуситите. Католиците избират Матиаш за крал на Бохемия, но той така и не е коронован (поради което е окачествяван като антикрал на Бохемия, която остава чешко владение). За сметка на това завзетите от унгарците области Силезия, Лужица и Моравия преминават под властта на техния крал. Впоследствие Корвин, чиито войски са разбити от чехите при Угерски Брод и който е разочарован от измененото отношение на Фридрих (който вместо на него урежда гласуват титлата римски крал на Максимилиан Хабсбург) към него и притиснат от финансови затруднения, се оттегля в Унгария, а скоро сключва и мир с наследника на междувременно починалия Иржи Подебради Владислав II Ягелон (бъдещ наследник на Матиаш на унгарския трон под името Уласло II).
Преди да бъде освободен от плена му в резултат от конфликта с Ласло V, Матиаш Хуняди, дори и след избора му за крал на Унгария, прекарва известно време като затворник в Прага. От това време е враждата му с кондотиера Ян Искра от Брандис – хусит, ръководещ група чешки наемници, държаща под свой контрол по-голямата част от така наречената Горна Унгария (земите на днешна Словакия). Напускайки Прага Матиаш се помирява и сближава с Искра, но впоследствие той отново е сред основните му противници, гравитирайки около Хабсбургите и дори – правейки опити да свали краля, който в отговор се впуска в редица кампании за превземането на земите му, в които няма особен успех. Над Искра и хората му Матиаш надделява по-скоро по дипломатически път, а част от наемниците преливат в унгарската войска и стават ядрото на основаната от краля Черна армия – формирование от нов за времето си тип, изцяло наемна и постоянна (редовна), подбирана от централната власт, вместо организирана въз основа на набори, провеждани от местните феодали. Нейна важна особеност е и богатото ѝ снабдяване с ръчно огнестрелно оръжие. Владяната от Искра област преминава във унгарско владение, а той е компенсиран с други земи, допълнени със значителна сума пари. Но и след спогодяването с Искра, Корвин има проблеми с друг размирен местен главатар – Ян Швел, чиито наемнически банди заемат част от Горна Унгария. Матиаш ги разбива и обесва Швел и 150 от хората му.

### Затворничество на Дракула
Около 1462 година болярската опозиция срещу управлението на Влад III Цепеш, по-известен като Дракула (син на Влад II Дракул), се засилва дотолкова, че владетелят е свален с помощта на нахлули с тази цел във Влашко османски войски, които поставят на трона по-малкия му брат Раду III Красиви – дотогава заложник в Константинопол, където спечелва благоразположението на султан Мехмед II. Влад не се примирява със злополучието си и опитва да си върне властта с помощта на Матиаш. Но когато в края на годината те се срещат в Брашов, за да уговорят общите си действия срещу Раду и турците от страна на враждуващите с Дракула трансилвански саксонски търговци, на унгарския крал е предоставено писмо, уличаващо Цепеш в опит на свой ред да се съюзи с османците. За да предотврати обединяването им, Матиаш пленява бившия влашки господар и го затваря в тъмница. В плен у Матиаш и вероятно почти без всякакъв контакт с външния свят, Дракула остава в затвора до 1475 г. Предната 1474 година той е оженен от Матиаш за сестра му Илона Жилегай, като част от плана му за намеса в междуособната война, разразила се във Влашко, след отстраняването на Дракула. Воюващите са Раду и Бесараб, който в момента на новата поява на Влад Цепеш заема престола вече за четвърти път, след като е победил и детронирал Раду още веднъж. Напоследък той също се е обявил за турски васал, изменяйки на доскорошните си помощници и благодетели – молдовците, с които подхваща война (с което именно предизвиква унгарското нахлуване). С помощта на новия си съюзник, Влад действително прогонва претендента за трона и отново се възцарява над Влашко, но скоро е убит в битка с турците. По-късно Бесараб, окончателно надделял над Раду, още веднъж превзема страната, но пак е свален, този път от молдовския владетел Стефан Велики, който го заменя с племеника му Бесараб IV Цепелуш. Влахия скоро трайно попада под османски сюзеренитет.

### Матиаш в интригите, около пленничеството на принц Джем
Султан Мехмед II умира на 3 май 1481 година. В Османската империя започва гражданска война между синовете му Баязид II и Джем. Победен, Джем избягва на остров Родос, където рицарите хоспиталиери (от Ордена на Болницата на Свети Йоан в Йерусалим, известни и като Йоанити) го задържат като свой „гост“, но в действителност е пленник. На „хазяите“ на принца (без да настоява това да бъдат непременно рицарите) Баязид предоставя значителна сума като ежегодна рента, която трябвало да служи за „издръжката“ му и която задълго става повод за множество заговори и междуособици, и дори войни в Западна Европа. По-късно Джем е прехвърлен във Франция, а след това в Рим. Там започват преговори за започване на нов кръстоносен поход с намерение той да бъде възглавяван от Джем, който междувременно се намира в крепостта-затвор Сант Анжело. Впоследствие внезапната смърт на принца през 1495 г. осуетява идеята.
Матиаш претендира за попечителството над Джем с надеждата да го използва, за да получи отстъпки от Баязид, но Венеция и папите Сикст IV и Инокентий VIII категорично се противопоставят на плановете му.

### Меценатство
Матиаш е виден ренесансов меценат на изобразителното изкуство и архитектурата. В значителна степен под влиянието на изградения, около неговата втора съпруга, дъщеря на неаполитанския крал, двор, по негово време развитието на унгарските градове придобива ренесансова насоченост, а голям брой творци и мислители от това време гостуват или трайно се заселват в Унгария и повлияват, както на нейното културното развитие, така и на това и на околните държави. В много близки отношения е с философите Марсилио Фичино и Аурелио Брандолини. При него работят и видните архитекти Джовани Далмата и Аристотел Фиораванти.
Сред строежите, предприети от Корвин, са и сградите на редица нови манастири, които сам основава в Унгария за ордените на францисканците и на паулините. Други по-стари постройки и комплекси, основно със светски характер, като дворци и градини, главно в Буда и Вишеград, са допълнително преустроени, допълнени и украсени, благодарение на труда на художници като Мантеня и Бенедето да Маяно. Строи множество модерни крепости, най-вече на сръбската граница. В Буда е построена голяма обсерватория, а Матиаш силно се сближава с построилите я и стопанисващи специалисти по астрономия и астрология Биелиц и Регимонтан.
Събира и известната Библиотека Корвиниана, в която при управлението му постепенно се натрупват и грижливо съхраняват около 2500 древни, средновековни и съвременни му ръкописни и печатни произведения на различни езици и с разнообразни жанрове и тематика (основно със светски характер - астрономия, медицина, военно дело, история, география, но също и редица съчинения на теолози от различни епохи), както и множество преписи, направени в специално устроения в двореца на краля в Буда, където се намирала и библиотеката, скрипторий. Книгите са допълнително украсявани с миниатюри, дело най-вече на италиански художници, главно майстори от Флоренция. Много от книгите са не само редки, но понякога - и единствените оцелели екземпляри, например книгата "За церемониите" - дело на император Константин Багренородни, както и последните запазени части от вероятно много по-обемното произведение на византийския историк от 13 - 14 век Никифор Калист „Църковна история“. Библиотеката е поверена на двама видни учени хуманисти: Марцио Галеото и Тадео Уголети. Владетелят живо се интересува от различни науки и редовно посещава библиотеката, за да изучава пазещите се там древни ръкописи, да изучава астрология, да опознава старинните бойни практики, както и да се готви за различни теологически дебати (което му е особено любимо занимание). 
Корвин създава или проектира и други образователни институции, като университет в Буда (който проект не сполучва да осъществи) и в Пресбург (който след време е закрит). Успешният му проект в това отношение е Истрополитанският университет в днешна Словакия. 
Подпомага развитието на изобразителното изкуство и музиката, както и запазването на традициите в тях.

### Последни години
След март 1489 г. Матиаш, който страда от подагра, не може да ходи и се придвижва в носилка. По време на празнуване на Вход Господен в Йерусалим във Виена през 1490 година кралят ляга на легло и след два мъчителни дни умира на 6 април. По мнение на Фригис фон Кораний, професор по медицина от университета в Будапеща, причина за смъртта на краля е инсулт, а немският медик доктор Хервиг Егерт предполага отравяне. Опяването на тялото става в катедралата Свети Стефан, Виена, а останките са погребани в базиликата на Секешфехервар на 24 или 25 април 1490 г.

## Семеен живот
В най-ранна възраст Матиаш е сгоден за дъщерята на Улрих Цили Елисавета и може би е бил женен за нея до смъртта ѝ през 1455 г., когато той самият е бил на около 12 години. Впоследствие се жени първо за дъщерята на чешкия крал Иржи Подебради Катерина (1461 г.), а след това за Беатрис Неаполитанска (1476 г.).
Браковете на краля остават без живи законни наследници. Синът му от Катерина Подебради умира малко след нейната собствена смърт през 1464 г., настъпила при раждането му или от усложнения предизвикани от него. Единствен жив потомък на Матиаш е неговият извънбрачен син Янош Корвин, роден през 1473 година от любовница на име Барбара. В своите последни години Матиаш значително го обогатява, поставяйки под негова власт замъка Сарош, много от имотите, наследени от рода Силади, както и силезийската област Тропау (заставяйки дотогавашния ѝ херцог Викторин от Подебради да се откаже от нея); неуспешно се опитва да получи признание за него като за свой законен наследник на престола. Липсата на такъв впоследствие води до преминаването на Унгария отначало под властта на краля на Бавария (роднина на предишния унгарски крал Ласло V), а по-късно до попадането ѝ под австрийски контрол (по силата на договора с Фридрих III относно кралската корона на Арпадите, с който Матиаш е обявен на осиновен син на императора, а той за негов евентуален наследник, какъвто ангажимент поема и Уласло по отношение на наследника на Фридрих – Максимилиан I).